# Clockers
Clockers (br: Irmãos de Sangue / pt: Passadores) é um filme americano de policial/drama lançado em 1995, dirigido por Spike Lee. O roteiro, escrito por Lee e Richard Price, é baseado no romance de mesmo nome escrito por Price. É estrelado por Mekhi Phifer em seu primeiro grande papel no cinema, além de Harvey Keitel, John Turturro e Delroy Lindo.

## Elenco
- Harvey Keitel .... Det. Rocco Klein
- John Turturro .... Det. Larry Mazilli
- Delroy Lindo .... Rodney Little
- Mekhi Phifer .... Ronald 'Strike' Dunham
- Sticky Fingaz ....  Scientific
- Isaiah Washington .... Victor Dunham
- Keith David .... André the Giant
- Pee Wee Love .... Tyrone 'Shorty' Jeter
- Regina Taylor .... Iris Jeeter
- Fredro Starr ....  Go
- Elvis Nolasco ....  Horace
- Thomas Jefferson Byrd .... Errol Barnes
- Lawrence B. Adisa ....  Stan
- Hassan Johnson .... Skills
- Frances Foster .... Gloria
- Michael Imperioli .... Detetive Jo-Jo
- Mike Starr .... Thumper
- Lisa Arrindell Anderson .... Sharon
- Brandon Jay McLaren ....  Johnny

## Recepção
O Metacritic, que usa uma média ponderada, atribuiu ao filme uma pontuação de 71 em 100, baseado em 20 críticos, indicando críticas "geralmente favoráveis".